# 大森尊之
大森 尊之（おおもり たかゆき、2002年8月14日 - ）は日本のバスケットボール選手である。
宮崎県出身。日本体育大学卒業。ポジションはガード。B3リーグ・金沢武士団に所属。

## 来歴
宮崎県立小林高等学校から日本体育大学へ進学。バスケットボール部に所属し、ずば抜けた得点力で第72回および第73回関東大学バスケットボール選手権大会・第100回関東大学バスケットボールリーグ戦優勝へ貢献する。在学中の2024年12月26日、神奈川大学の保坂晃毅と共に熊本ヴォルターズと特別指定選手契約を締結するが、スターター起用を含めレギュラーシーズン33回・プレーオフ2回の出場を得た保坂に対して僅か7回（平均2分32秒）の起用にとどまり、プレーオフへの出場もなかった。2025年5月12日、自由交渉選手リストへ掲載。6月30日契約満了。
7月11日、金沢武士団と新規選手契約を締結。

## 経歴
2021.4 - 2025.3　日本体育大学
2024.12 - 2025.6　熊本ヴォルターズ（特別指定選手）
2025.7 - 金沢武士団

## 個人成績
| シーズン     | クラブ | GP | GS | MPG | FG%  | 3P%  | FT%  | RPG | APG | SPG | BPG | TO  | PPG |
| ------------ | ------ | -- | -- | --- | ---- | ---- | ---- | --- | --- | --- | --- | --- | --- |
| B2 2024-25   | 熊本   | 7  | 0  | 2.3 | .333 | .500 | .000 | 0.0 | 0.1 | 0.1 | 0.0 | 0.0 | 1.3 |
| B2 2024-25PO | 熊本   | -  | -  | -   | -    | -    | -    | -   | -   | -   | -   | -   | -   |